# Wœrth

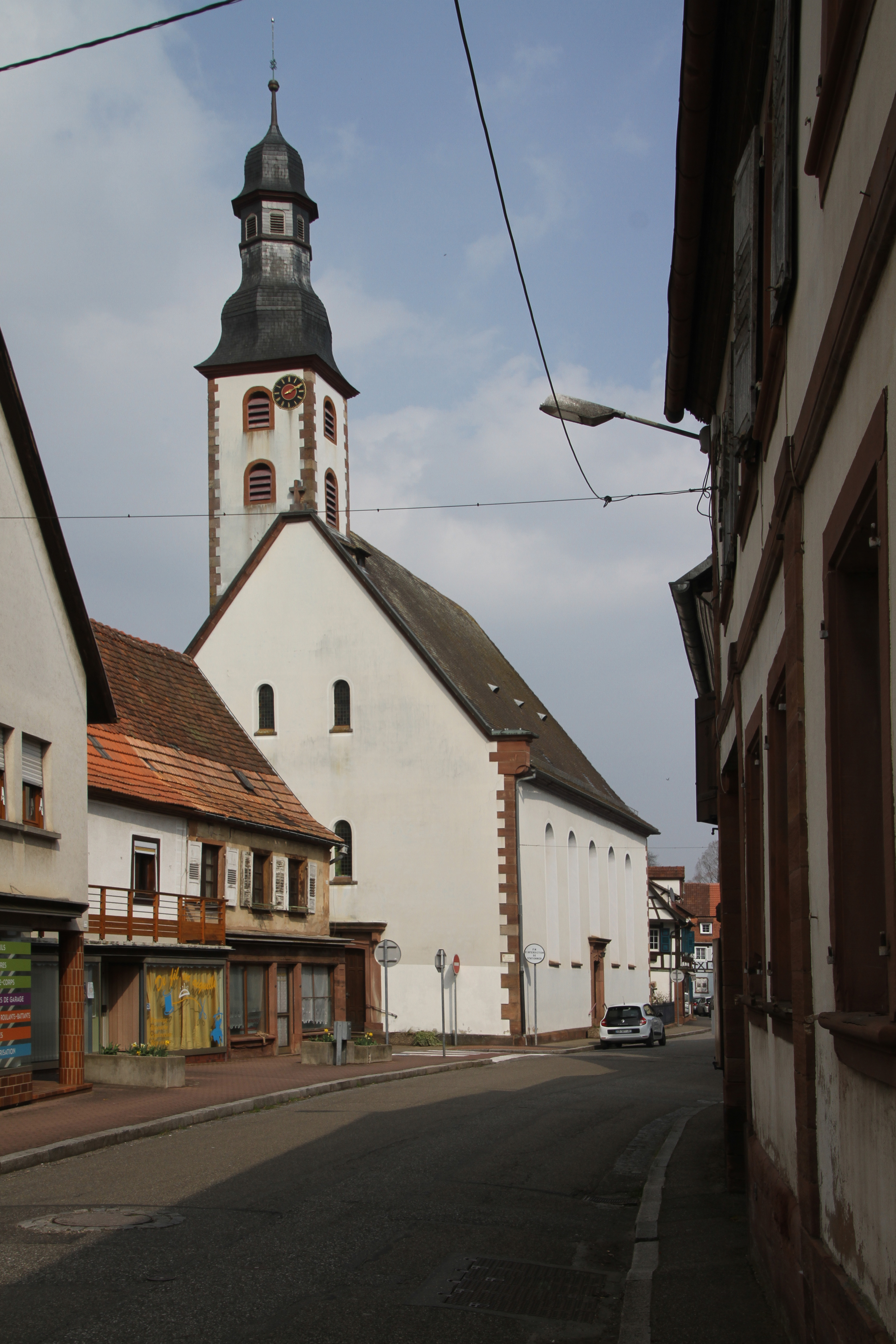

Wœrth là một xã trong vùng Grand Est, thuộc tỉnh Bas-Rhin, quận Wissembourg, tổng Wœrth. Tọa độ địa lý của xã là 48° 56' vĩ độ bắc, 07° 44' kinh độ đông. Wœrth nằm trên độ cao trung bình là 170 mét trên mặt nước biển, có điểm thấp nhất là 160 mét và điểm cao nhất là 242 mét. Xã có diện tích 6,47 km², dân số vào thời điểm 1999 là 1670 người; mật độ dân số là 258 người/km².

## Thông tin nhân khẩu
| 1962 | 1968 | 1975 | 1982 | 1990 | 1999 |
| ---- | ---- | ---- | ---- | ---- | ---- |
| 1335 | 1475 | 1741 | 1710 | 1626 | 1670 |